# Centre d'information et d'orientation
Pour les articles homonymes, voir CIO.

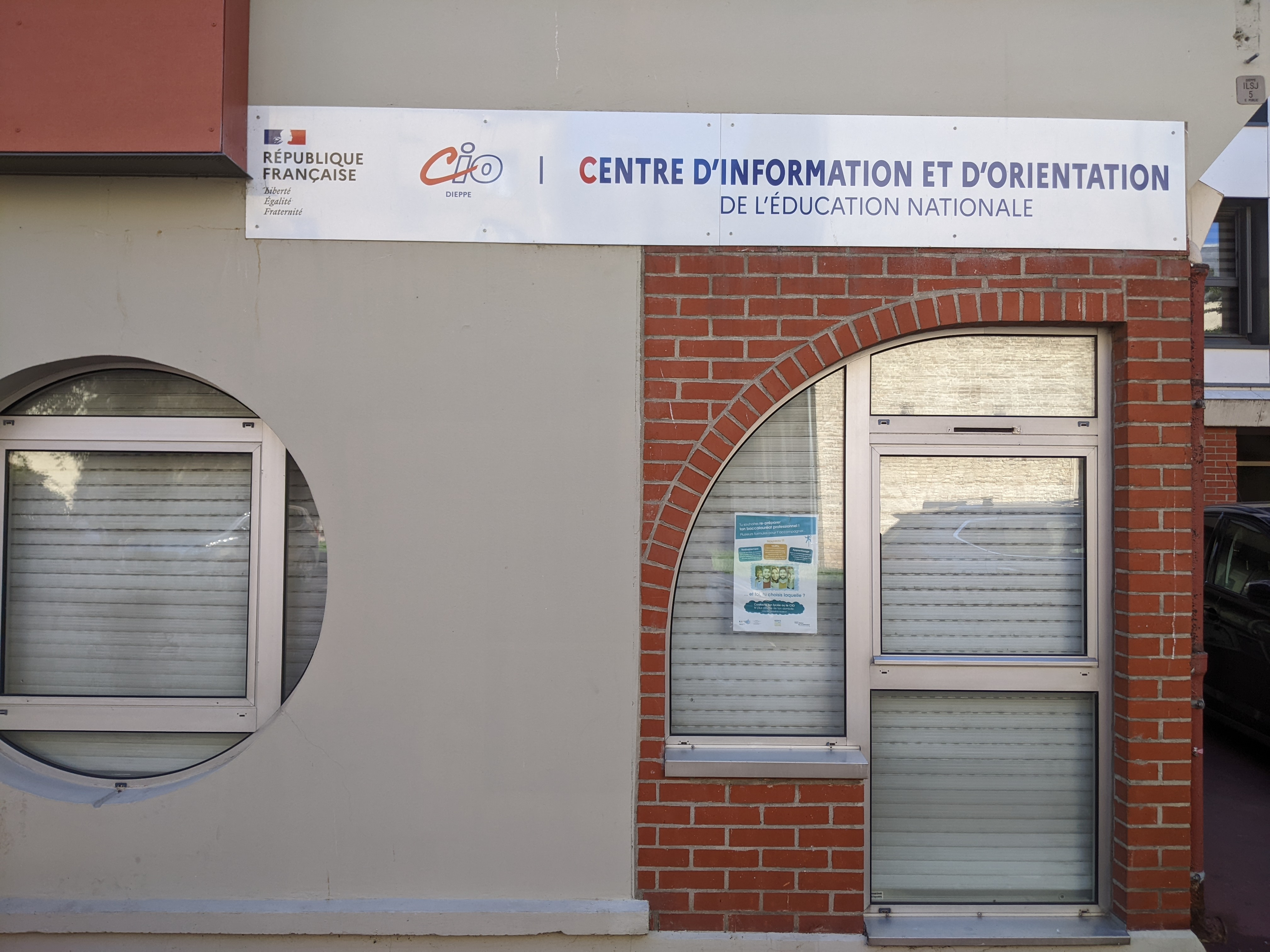
Un centre d'information et d'orientation à Dieppe.

En France, les centres d'information et d'orientation (CIO) sont des services déconcentrés du ministère de l'Éducation nationale. Il existe au moins un CIO par circonscription d'inspection   
Les CIO sont soumis au chapitre III du titre Ier du livre III de la partie réglementaire du code de l'éducation. 
Le CIO est ouvert gratuitement aux jeunes scolarisés ou non, aux parents, aux étudiants et aux adultes à la recherche d’une formation. Il joue un rôle de terrain en matière d'orientation scolaire et professionnelle. 

## Historique des CIO
C'est en 1910 qu'est créé à Paris le premier « Service d'information professionnelle » afin de déterminer les aptitudes des enfants et d'informer sur les études qui peuvent les mettre en valeur.
La loi Astier de 1919 créé des  « Offices d'orientation professionnelle » guidant les élèves de l'école primaire vers l'apprentissage. Jusque dans les années 1930, les Services d'orientation ne s'adressent qu'aux futurs ouvriers et employés.
Ce n'est qu'en 1932 que se crée le « Bureau universitaire de statistiques » (BUS) qui se donne pour mission d'informer les lycéens et les étudiants sur les études et les métiers (jusqu'en  1971, ces deux services seront indépendants l'un de l'autre).  
En 1941, L'Institut national d'étude du travail et d'orientation professionnelle (Inetop) qui a été créé à Paris en 1928 sous le nom d'Institut National d'Orientation Professionnelle (Inop) avec comme mission principale de former les conseillers d'orientation professionnelle et de créer les méthodes et outils de leur pratique, rejoint le Conservatoire national des arts et métiers (CNAM) et se dote d'une consultation. Celle-ci remplira le double rôle de centre d'application pour les conseillers d'OP en formation et de CIO du 5e arrondissement de Paris. L'Inetop est le principal centre en France de formation et de recherche spécialisé en orientation tout au long de la vie.
En 2013, il existe 539 CIO dans toute la France, certains ont été regroupés de manière à réduire leur nombre et donc les dépenses associées. 
Depuis le1er septembre 2017, les conseillers d'orientation-psychologues (COP) changent de statut. Ils constituent avec les anciens psychologues scolaires un corps unique de psychologues de l'Éducation nationale. Au sein de ce corps unique, ils relèvent de la spécialité en « éducation, développement et conseil en orientation scolaire et professionnelle » (Psy-EN EDO).

## Les missions du CIO
- Informer sur les études, les formations professionnelles, les qualifications et les professions.
- Observer, analyser les transformations locales du système éducatif et les évolutions du marché du travail, publier des documents de synthèse à destination des équipes éducatives ou des élèves.
- Animer les échanges et les réflexions entre les partenaires du système éducatif, les parents, les jeunes, les décideurs locaux et les responsables économiques.
- Conseiller individuellement (par un conseiller spécialiste des questions d'orientation, qui est aussi psychologue en orientation)

Ils sont ouverts gratuitement aux jeunes scolarisés ou non, aux parents, ainsi qu'aux étudiants et aux adultes à la recherche d’une formation. On peut y consulter de la documentation sur les études, les formations et les professions. 
On peut également y rencontrer un psychologue de l'Éducation nationale qui aidera à définir et à mettre en œuvre le projet d’orientation ou de réorientation. 
Les psychologues de l’Éducation nationale interviennent également dans les établissements scolaires de la sixième à l’université. 
Le réseau des CIO s'appuie sur l'Office national d'information sur les enseignements et les professions (Onisep) et le Centre d'études et de recherches sur les qualifications (CEREQ).

### Aides à l'orientation
Les Centres d'information et d'orientation (CIO) dépendent du ministère de l'Éducation nationale. Ils s'adressent aux scolaires, étudiants mais également aux adultes sortis du système scolaire. Ils sont animés par des conseillers en orientations qui assurent aussi des permanences dans les établissements scolaires publics du secondaire et du supérieur. On peut connaître l'adresse du CIO le plus proche de son domicile en allant sur les sites des rectorats.
Le réseau national « information jeunesse » constitué du Centre d'information et de documentation jeunesse situé à Paris et des centres d'information jeunesse (CIJ), bureaux d'information jeunesse (BIJ) ou points information jeunesse (PIJ) municipaux ou associatifs. Ces lieux sont accessibles à tous, gratuitement et anonymement, et les visiteurs sont accueillis par un informateur jeunesse sans rendez-vous.
Le réseau national des Maisons d'information sur la formation et l'emploi (MIFE) propose une orientation spécialisée pour les adultes (www.intermife.fr) en utilisant le concept de guidance professionnelle personnalisée pour une orientation tenant compte des problématiques spécifiques des adultes (reconversion, mobilité, enfants, parcours scolaire initial...).